# Clift & Co.
E. H. Clift & Co. war ein britischer Hersteller von Automobilen.

## Unternehmensgeschichte
Das Unternehmen aus London begann 1899 mit der Produktion von Automobilen. Die Markennamen lauteten Clift und Sinclair. 1902 endete die Produktion.

## Fahrzeuge

### Markenname Clift
Unter diesem Markennamen entstanden Elektroautos.

### Markenname Sinclair
Dies waren Fahrzeuge mit Ottomotoren. Die beiden kleineren Modelle hatten Heckmotoren mit wahlweise 5 PS oder 7 PS. Das größte Modell hatte einen Frontmotor mit 10 PS. Die Motorleistung wurde mittels einer Kardanwelle an die Hinterachse übertragen.